# Arenaria taiwanensis
Arenaria taiwanensis là loài thực vật có hoa thuộc họ Cẩm chướng. Loài này được S.S.Ying mô tả khoa học đầu tiên năm 1990.